# Виктор Понта
Виктор Понта (рум. Victor Ponta; Букурешт, 20. септембар 1972) је румунски политичар и бивши премијер Румуније од маја 2012. године до новембра 2015. године. Такође је и вођа румунске Социјалдемократске партије од 2010. године. Дипломирао је право на Универзитету у Букурешту 1995, а 2003. године докторирао кривично право.